# Enrico XI di Reuss-Greiz
Enrico XI di Reuss-Greiz (Greiz, 18 marzo 1722 – Greiz, 28 giugno 1800) fu Conte Sovrano di Reuss-Obergreiz dal 1723 al 1778 e Principe Sovrano di Reuss-Greiz dal 1778 fino alla sua morte.

## Biografia
Enrico XI era figlio del Conte Sovrano Enrico II di Reuss-Greiz e di sua moglie, la Contessa Sofia Carlotta di Bothmer (1697-1748). Egli succedette al fratello Enrico IX come Conte di Reuss-Obergreiz dal 1723.
Dopo la morte del Conte Enrico III di Reuss-Untergreiz, suo parente, nel 1768, anche la città di Untergreiz passò tra i domini del regnante Enrico XI ed egli poté così riunire i propri possedimenti e garantirli alla propria linea di successione, arrogandosi anche il merito di porre la propria residenza nel Castello di Greiz che egli fece rinnovare in stile barocco a partire dal 1769, rendendolo sede tra l'altro di una vastissima biblioteca. In questo momento godeva del titolo di Conte Sovrano di Reuss-Greiz e del Sacro Romano Impero.
Il 12 maggio 1778 venne elevato dall'Imperatore Giuseppe II alla condizione di Principe del Sacro Romano Impero col predicato di Reuss-Greiz, ravvicinandosi sempre più alla causa dell'Imperatore.
Morì a Greiz nel 1800 dopo aver regnato 77 anni e 103 giorni.

## Matrimonio e figli
Enrico XI sposò in prime nozze, il 4 aprile 1747 a Köstritz, Corradina (1719-1770), figlia del Conte Sovrano Enrico XXIV di Reuss-Schleiz, dalla quale ebbe i seguenti eredi:
- Conte Enrico XII (1744-1745)
- Contessa Amalia (1745-1748)
- Principe Enrico XIII (1747-1817), principe di Reuss-Greiz
- Principessa Federica (1748-1816), sposò nel 1767 il Conte Federico Luigi di Castell-Rüdenhausen (1746-1803), divorziandovi nel 1769, e risposandosi nel 1770 con il Principe Federico di Hohenlohe-Kirchberg (1732-1796)
- Principe Enrico XIV (1749-1799)
- Principe Enrico XV (1751-1825)
- Principessa Isabella (1752-1824), sposò nel 1771 il Conte Guglielmo Giorgio di Hohenlohe-Kirchberg (1751-1777)
- Contessa Maria (1754-1759)
- Principessa Vittoria (1756-1819), sposò nel 1783 il Principe Wolgang Ernesto II di Isenburg-Budingen (1735-1803)
- Conte Enrico XVI (1759-1763)
- Principe Enrico XVII (1761-1807)

Alla morte della prima moglie, Enrico XI si risposò con la Contessa Alessandrina (1740-1809), figlia del Conte Cristiano Carlo di Leiningen-Dagsburg, sposata il 25 ottobre 1770 a Francoforte sul Meno, ma questo matrimonio non diede eredi.

## Fonti
- Friedrich Wilhelm Trebge, Spuren im Land, Hohenleuben, 2005.
- Thomas Gehrlein, Das Haus Reuß - Älterer und Jüngerer Linie, Börde Verlag 2006, ISBN 978-3-9810315-3-9